# Heiri Känzig

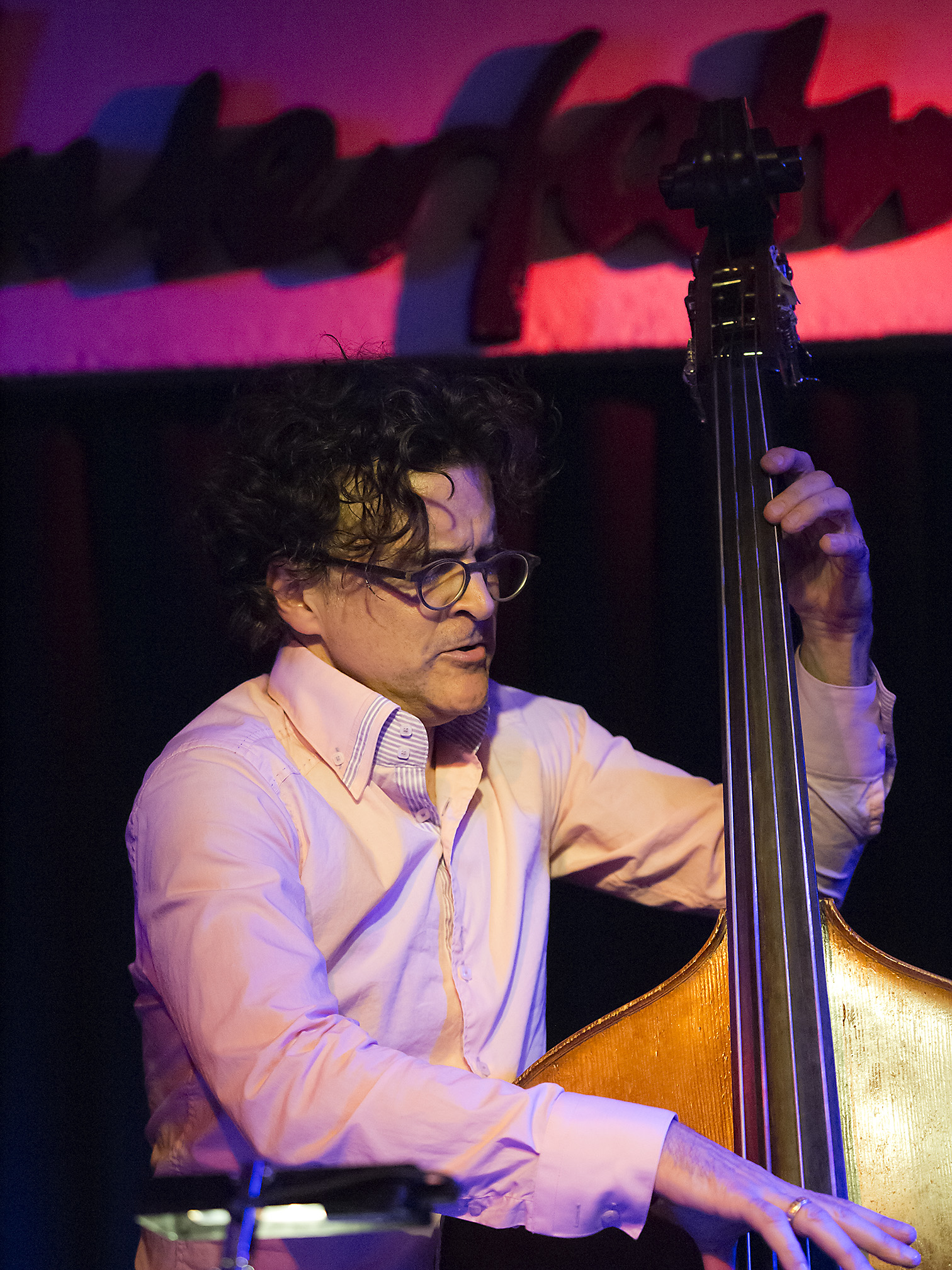
Heiri Känzig im Jazzclub Unterfahrt (München 2011)

Heiri Känzig (* 1. April 1957 in New York) ist ein Schweizer Kontrabassist und „musikalischer Weltenwandler“.

## Leben und Wirken
Känzig studierte in Graz, Wien und Zürich und gehört heute zu den profiliertesten Kontrabassisten Europas. Bereits mit 21 Jahren begleitete er den Trompeter Art Farmer und spielte mit ihm seine erste Schallplatte ein. Internationale Anerkennung verschaffte ihm sein Engagement im legendären Vienna Art Orchestra, dem er seit 1978 angehörte. 1980 zog er nach München und arbeitete auch dort mit vielen namhaften Musikern wie Ack van Rooyen, Leszek Zadlo, Heinz Sauer und Wolfgang Dauner. Weiterhin spielte er in der Gruppe „Timeless“ mit Harry Sokal, Uli Scherer und Joris Dudli. 1985 gründete er mit Harry Sokal und Fredy Studer das Trio Depart, das bis 1994 europaweit für Aufsehen sorgte und dem er nach dessen Comeback im Jahr 2006 (nun mit Jojo Mayer am Schlagzeug) bis heute angehört.
Anfang der 1990er-Jahre gründete Heiri Känzig seine eigene Band mit Art Lande, Kenny Wheeler und François Laiszeau. Von Denis Badault wurde Känzig 1991 als erster Nicht-Franzose in das Orchestre National de Jazz berufen. Es folgten eigene Projekte mit Musikerinnen und Musikern wie Lauren Newton, Charlie Mariano und Paul McCandless. Anschliessend wurde er Bassist im Thierry Lang Trio, mit dem er seine ersten Alben für Blue Note Records einspielte. Viel Aufmerksamkeit erhielt der Bassist mit seinem Projekt Tien Shan Schweiz Express, das verschiedene Kulturen aus Zentralasien, der Mongolei und der Schweiz zusammenführte. Die Reportage über das Projekt („Obertöne auf der Hochalm“) wurde mit dem Worldmusic Award 2003 von DW/EBU und WDR 3 ausgezeichnet. Ausserdem spielte er mit Daniel Humair, Franco Ambrosetti, George Gruntz, Yves Robert, Pierre Favre, Andreas Vollenweider, Felix Huber, Dave Doran oder der Alpine Experience.
Känzig, seit 2002 Professor an der Hochschule für Musik in Luzern, ist aufgrund seines höchst individuellen Tons als Solist wie als Sideman national wie international gleichermassen gefragt. Regelmässig tourte er mit Musikern wie Billy Cobham, Daniel Humair, Didier Lockwood, Lauren Newton, Ralph Towner, Kenny Wheeler und vielen anderen überall auf der Welt. Sein einfallsreich-virtuoses, kraftvoll-energetisches und zugleich stets melodiöses Spiel ist auf mehr als 130 Alben zu hören und brachte ihm teils enthusiastische Kritiken ein. So meinte der Kritiker Peter Rüedi über Känzig, er sei «unter auffällig vielen guten Schweizer Kontrabassisten der auffälligste» und fügte hinzu: «Känzig orgelt seinen sperrigen Bass de profundis zu singenden Flügen, er ist mal tiefgründig, mal jubilierend und oft beides zugleich. Die Überwindung der Schwerkraft halt.» 2009 erschien von ihm mit seinem Quintetts die CD Buenos Aires mit Michael Zisman (Bandoneon), Matthieu Michel (Flügelhorn), Urs Bollhalder (Piano) und Lionel Friedli (Schlagzeug).
Ab 2013 spielte Känzig auch im Chico Freeman Fourtet mit dem Chicagoer Saxofonisten Chico Freeman, dem italienischen Pianisten Antonio Faraò und dem Schlagzeuger Michael Baker zusammen. Im Duo mit Freeman legte er 2015 das Album Arrival (Intakt Records) vor. Mit seinem Sextett, zu dem Matthieu Michel, Veronika Stalder, Amine M‘Raihi, Marc Méan und Lionel Friedli gehörten, veröffentlichte er 2021 das Album Travellin’, das er auch auf Festivals präsentierte.

## Auszeichnungen und Preise
In den Jahren 1999 und 2001 wurde er vom Magazin Jazz and More als „Bass Player of the year“ ausgezeichnet. Die Direktion für Entwicklungshilfe und Zusammenarbeit DEZA ernannte Känzig 2002 im Rahmen des UNO-Jahres der Berge zum künstlerischen Leiter des Crossover-Projektes "Thien Shan Schweiz Express". 2005 erhielt er einen Kompositionsauftrag des Regierungsrates des Kantons Zürich. Das französische Jazzmagazine zeichnete die CD reloaded von Depart als CD des Jahres 2006 aus. 2019 erhielt er zusammen mit seiner Nichte Anna Känzig beim Festival da Jazz St. Moritz  den ersten, mit 10.000 SFR dotierten Franco Ambrosetti Award.